# 臼木豊
臼木 豊（うすき ゆたか、1961年 - 2022年 ）は、日本の法学者。専門は刑法。駒澤大学法科大学院教授。

## 略歴
- 1983年 上智大学法学部卒業
- 1989年 一橋大学大学院法学研究科博士課程満期退学
- 1992年 小樽商科大学助教授
- 2003年 文部科学省法科大学院教員資格審査
- 2004年 駒澤大学教授
- 2007年 駒澤大学法科大学院教授

## 著書
- 『現代社会における没収・追徴』（信山社、1996年）
- 『みぢかな刑法総論』（不磨書房、2004年）